# Velika nagrada Tripolisa 1929
Velika nagrada Tripolisa 1929 je bila dirka za Veliko nagrado v sezoni 1929. Odvijala se je 24. marca 1929 v italijanskem mestu Tripolis, danes Libija. 

## Rezultati

### Dirka
Dirkalniki voiturette so označeni s poševnim tiskom.
| Poz | Št | Dirkač                           | Moštvo                    | Dirkalnik     | Krogi | Čas/Odstop  | Št. m. |
| --- | -- | -------------------------------- | ------------------------- | ------------- | ----- | ----------- | ------ |
| 1   | 24 | Gastone Brilli-Peri              | Scuderia Materassi        | Talbot 700    | 16    | 3:07:45,0   | 12     |
| 2   | 14 | Baconin Borzacchini              | Officine Alfieri Maserati | Maserati 26R  | 16    | +54,4 s     | 7      |
| 3   | 2  | Tazio Nuvolari                   | Scuderia Nuvolari         | Bugatti 35C   | 16    | +6:46,4     | 1      |
| 4   | 18 | Amadeo Ruggeri                   | Privatnik                 | Maserati 26   | 16    | +14:20,4    | 9      |
| 5   | 12 | Cleto Nenzioni                   | Privatnik                 | Maserati 26B  | 16    | +26:41,4    | 6      |
| 6   | 22 | Giampietro Nenzioni              | Privatnik                 | Bugatti T37   | 16    | +33:47,6    | 11     |
| 7   | 10 | Letterio Mario Cucinotta Piccolo | Privatnik                 | Maserati 26B  | 14    | +2 kroga    | 5      |
| Ods | 8  | Federico Fisauli                 | Privatnik                 | Maserati 26B  | 13    |             | 4      |
| Ods | 16 | Franco Cortese                   | Privatnik                 | Bugatti T37   | 12    | Motor       | 8      |
| Ods | 6  | Achille Varzi                    | Privatnik                 | Alfa Romeo P2 | 7     | Rezervoar   | 3      |
| Ods | 20 | Enrico Cracchi                   | Privatnik                 | Bugatti T37   | 3     |             | 10     |
| Ods | 4  | Luigi Arcangeli                  | Scuderia Materassi        | Talbot 700    | 0     | Diferencial | 2      |